# Szombathely
Szombathely (în croată Sambotel, în germană Steinamanger, în latină Sabaria, în slovacă Kamenec, în slovenă Sombotel, sârbă Сомбатхељ) este un oraș în Ungaria. Este reședința comitatului Vas și unul dintre cele 23 orașe cu statut de comitat ale țării. Are o populație de 80.154 locuitori și suprafață de 97,52 km².

## Etimologia denumirii localității
Numele  Szombathely  s-a format prin compunerea termenilor maghiari szombat: „sâmbătă” și hely: „loc”. Se referă la piețele / târgurile medievale care aveau loc în zilele de sâmbătă. (Cf. numele din maghiară al localității din Transilvania (județul Sibiu), Miercurea Sibiului: Szerdahely, unde szerda: „miercuri”, iar hely: „loc”).

## Istoric
Romanii au întemeiat aici în primul secol orașul Sabaria, care a devenit un centru religios al Panoniei. Una din cele mai însemnate personalități născute aici a fost Martin de Tours. Invaziile hune și avare din secolele V și VI au distrus viața urbană.
Carol cel Mare a colonizat germani în regiune, pe care a pus-o în anul 803 sub jurisdicția Arhiepiscopiei de Salzburg.
Împărăteasa Maria Theresia a înființat în anul 1777 Episcopia de Szombathely. Catedrala din Szombathely a fost terminată în anul 1821.

## Orașe înfrățite
- Ferrara, Italia
- Hunedoara, România
- Ioșkar-Ola, Rusia
- Kaufbeuren, Germania
- Lappeenranta, Finlanda
- Maribor, Slovenia
- Ramat Gan, Israel

## Demografie
Componența etnică a municipiului Szombathely
     Maghiari (94,96%)
     Germani (2,28%)
     Necunoscut (0,61%)
     Alții (2,15%)
Componența confesională a municipiului Szombathely
     Romano-catolici (53,91%)
     Fără religie (8,91%)
     Luterani (2,8%)
     Reformați (2,04%)
     Atei (1,27%)
     Necunoscută (30,84%)
     Alte religii (1,31%)
Conform recensământului din 2011, orașul Szombathely avea 76.322 de locuitori. Din punct de vedere etnic, majoritatea locuitorilor (94,96%) erau maghiari, cu o minoritate de germani (2,28%). Apartenența etnică nu este cunoscută în cazul a 0,61% din locuitori.  Din punct de vedere confesional, majoritatea locuitorilor (53,91%) erau romano-catolici, existând și minorități de persoane fără religie (8,91%), luterani (2,8%), reformați (2,04%) și atei (1,27%). Pentru 30,84% din locuitori nu este cunoscută apartenența confesională.

## Personalități născute aici
- Martin de Tours (316/317? - 397), episcop de Tours.